# 테네신
테네신(Tennessine)은 원자 번호 117번 원소로, 원소 기호는 Ts이다. 이 원소는 질량이 큰 인공 원소들이 매우 불안정한 것과 달리 질량이 커질수록 더 안정되고 수명도 길어진다는 이른바 안정성의 섬 이론과 일치하는 것으로 나타나 학계의 큰 관심을 끌고 있다. 이 원소는 한 동안 추측만 하고 발견되지 않다가 제조를 통해 만들어진 원소가 되었다. 과거 미발견시 발견이 되면, 할로젠 원소중 가장 무거운 원소가 된다고도 했다. 알파 붕괴를 하며 모스코븀을 생성할 것으로 추정된다. 지금까지 생성된 테네신은 반감기가 990 피코 초에서 1 나노 초 사이 정도로 매우 짧다. 지금은 칼슘-48에다가 버클륨-249를 충돌시켜 생성하는 반응 실험을 시행 중이다.

## 발견
2010년 4월 9일에 플레오프 핵반응 연구소 과학자들은 내부적으로 실험 반응을 통하여 Z=117의 새로운 요소를 발견하는 데 성공하였다고 발표하였다:
{\displaystyle \,_{20}^{48}\mathrm {Ca} +\,_{97}^{249}\mathrm {Bk} \to \,_{117}^{297}\mathrm {Ts} ^{*}\to \,_{117}^{294}\mathrm {Ts} +3\,_{0}^{1}\mathrm {n} }
{\displaystyle \,_{20}^{48}\mathrm {Ca} +\,_{97}^{249}\mathrm {Bk} \to \,_{117}^{297}\mathrm {Ts} ^{*}\to \,_{117}^{293}\mathrm {Ts} +4\,_{0}^{1}\mathrm {n} }
연구진은 원자번호 20번인 칼슘(Ca) 원자와 원자번호 97번인 방사성 원소 버클륨(Bk)을 두브나 합동핵연구소의 입자가속기(사이클로트론)로 충돌시키는 실험으로 원자번호 117번 원소가 6개 생성됐음을 확인했다.
2015년 12월, 국제순수·응용화학연합에서 니호늄, 모스코븀, 오가네손과 함께 발견을 공식적으로 인정하였다.
2016년 테네신이라는 이름이 발표되었고, 2016년 11월 30일 확정되었다. 유래는 미국의 테네시주이다.

## 성질
주로 할로젠 원소라고 불리는 17족 원소이긴 하지만, 반금속성을 보이는 고체라는 특성 때문에 다른 17족 원소들과 성질은 다를 것으로 추정한다.